# 6e étape du Tour de France 2006
La 6e étape du Tour de France 2006 s'est déroulée le 7 juillet entre Lisieux et Vitré.

## Profil
Cette étape était visiblement destinée aux sprinters, car seule une côte de 3e catégorie (la côte de la Hunière) était prévue en début de parcours.

## Récit
Cette étape a été marquée par l'échappée de trois coureurs (Florent Brard, Anthony Geslin et Magnus Bäckstedt). Celle-ci a été rejointe à quelques kilomètres de l'arrivée par le peloton. L'arrivée s'est faite au sprint et c'est l'Australien Robbie McEwen qui l'emporte pour la 3e fois sur ce tour. Il conforte ainsi son avance au classement par points.

## Résultats

### Sprints
| Sprint intermédiaire des Villedieu-lès-Bailleul (km 46) | Sprint intermédiaire des Villedieu-lès-Bailleul (km 46) | Sprint intermédiaire des Villedieu-lès-Bailleul (km 46) | Sprint intermédiaire des Villedieu-lès-Bailleul (km 46) | Sprint intermédiaire des Villedieu-lès-Bailleul (km 46) |
| ------------------------------------------------------- | ------------------------------------------------------- | ------------------------------------------------------- | ------------------------------------------------------- | ------------------------------------------------------- |
|                                                         | Coureur                                                 | Pays                                                    | Équipe                                                  | Point(s)                                                |
| 1er                                                     | Benoît Vaugrenard                                       | FRA                                                     |                                                         | 6                                                       |
| 2e                                                      | Stéphane Augé                                           | FRA                                                     |                                                         | 4                                                       |
| 3e                                                      | Florent Brard                                           | FRA                                                     |                                                         | 2                                                       |
| modifier                                                |                                                         |                                                         |                                                         |                                                         |

| Sprint intermédiaire de Chantrigné (km 116.5) | Sprint intermédiaire de Chantrigné (km 116.5) | Sprint intermédiaire de Chantrigné (km 116.5) | Sprint intermédiaire de Chantrigné (km 116.5) | Sprint intermédiaire de Chantrigné (km 116.5) |
| --------------------------------------------- | --------------------------------------------- | --------------------------------------------- | --------------------------------------------- | --------------------------------------------- |
|                                               | Coureur                                       | Pays                                          | Équipe                                        | Point(s)                                      |
| 1er                                           | Anthony Geslin                                | FRA                                           |                                               | 6                                             |
| 2e                                            | Florent Brard                                 | FRA                                           |                                               | 4                                             |
| 3e                                            | Magnus Bäckstedt                              | SWE                                           |                                               | 2                                             |
| modifier                                      |                                               |                                               |                                               |                                               |

| Sprint intermédiaire de Juvigné (km 162.5) | Sprint intermédiaire de Juvigné (km 162.5) | Sprint intermédiaire de Juvigné (km 162.5) | Sprint intermédiaire de Juvigné (km 162.5) | Sprint intermédiaire de Juvigné (km 162.5) |
| ------------------------------------------ | ------------------------------------------ | ------------------------------------------ | ------------------------------------------ | ------------------------------------------ |
|                                            | Coureur                                    | Pays                                       | Équipe                                     | Point(s)                                   |
| 1er                                        | Florent Brard                              | FRA                                        |                                            | 6                                          |
| 2e                                         | Anthony Geslin                             | FRA                                        |                                            | 4                                          |
| 3e                                         | Magnus Bäckstedt                           | SWE                                        |                                            | 2                                          |
| modifier                                   |                                            |                                            |                                            |                                            |

### Cols et côtes
| 1. Côte de la Hunière, 3e catégorie (km 27.5) | 1. Côte de la Hunière, 3e catégorie (km 27.5) | 1. Côte de la Hunière, 3e catégorie (km 27.5) | 1. Côte de la Hunière, 3e catégorie (km 27.5) | 1. Côte de la Hunière, 3e catégorie (km 27.5) |
| --------------------------------------------- | --------------------------------------------- | --------------------------------------------- | --------------------------------------------- | --------------------------------------------- |
|                                               | Coureur                                       | Pays                                          | Équipe                                        | Point(s)                                      |
| 1er                                           | Giuseppe Guerini                              | ITA                                           |                                               | 4                                             |
| 2e                                            | David López García                            | ESP                                           |                                               | 3                                             |
| 3e                                            | Jérôme Pineau                                 | FRA                                           |                                               | 2                                             |
| 4e                                            | Juan Manuel Gárate                            | ESP                                           |                                               | 1                                             |
| modifier                                      |                                               |                                               |                                               |                                               |

### Classement de l'étape
| Classement de la 1re étape | Classement de la 1re étape | Classement de la 1re étape | Classement de la 1re étape | Classement de la 1re étape |
|                            | Coureur                    | Pays                       | Équipe                     | Temps                      |
| -------------------------- | -------------------------- | -------------------------- | -------------------------- | -------------------------- |
| 1er                        | Robbie McEwen              | AUS                        | Davitamon-Lotto            | en 4 h 10 min 17 s         |
| 2e                         | Daniele Bennati            | ITA                        | Lampre                     | + 0 s                      |
| 3e                         | Tom Boonen                 | BEL                        | Quick Step-Innergetic      | + 0 s                      |
| 4e                         | Bernhard Eisel             | AUT                        | La Française des jeux      | + 0 s                      |
| 5e                         | Thor Hushovd               | NOR                        | Crédit agricole            | + 0 s                      |
| 6e                         | Óscar Freire               | ESP                        | Rabobank                   | + 0 s                      |
| 7e                         | Erik Zabel                 | GER                        | Milram                     | + 0 s                      |
| 8e                         | Luca Paolini               | ITA                        | Liquigas                   | + 0 s                      |
| 9e                         | Gert Steegmans             | BEL                        | Davitamon-Lotto            | + 0 s                      |
| 10e                        | Iñaki Isasi                | ESP                        | Euskaltel-Euskadi          | + 0 s                      |
| modifier                   |                            |                            |                            |                            |

- prix de la combativité : Anthony Geslin  France

## Classements à l'issue de l'étape

### Classement général
| Classement général à la 6e étape | Classement général à la 6e étape | Classement général à la 6e étape | Classement général à la 6e étape | Classement général à la 6e étape |
|                                  | Coureur                          | Pays                             | Équipe                           | Temps                            |
| -------------------------------- | -------------------------------- | -------------------------------- | -------------------------------- | -------------------------------- |
| 1er                              | Tom Boonen                       | BEL                              | Quick Step-Innergetic            | en 29 h 21 min 0 s               |
| 2e                               | Robbie McEwen                    | AUS                              | Davitamon-Lotto                  | + 12 s                           |
| 3e                               | Michael Rogers                   | AUS                              | T-Mobile                         | + 21 s                           |
| 4e                               | Óscar Freire                     | ESP                              | Rabobank                         | + 25 s                           |
| 5e                               | George Hincapie                  | USA                              | Discovery Channel                | + 25 s                           |
| 6e                               | Thor Hushovd                     | NOR                              | Crédit agricole                  | + 27 s                           |
| 7e                               | Paolo Savoldelli                 | ITA                              | Discovery Channel                | + 35 s                           |
| 8e                               | Floyd Landis                     | USA                              | Phonak                           | + 36 s                           |
| 9e                               | Vladimir Karpets                 | RUS                              | Caisse d'Épargne-Illes Balears   | + 37 s                           |
| 10e                              | Serhiy Honchar                   | UKR                              | T-Mobile                         | + 37 s                           |
| modifier                         |                                  |                                  |                                  |                                  |

### Classement par points
| Classement par points | Classement par points | Classement par points | Classement par points    | Classement par points |
| --------------------- | --------------------- | --------------------- | ------------------------ | --------------------- |
|                       | Coureur               | Pays                  | Équipe                   | Point(s)              |
| 1er                   | Robbie McEwen         | AUS                   | Davitamon-Lotto          | 157 points            |
| 2e                    | Tom Boonen            | BEL                   | Quick Step-Innergetic    | 147 pts               |
| 3e                    | Óscar Freire          | ESP                   | Équipe cycliste Rabobank | 135 pts               |
| modifier              |                       |                       |                          |                       |

### Classement du meilleur grimpeur
| Classement du meilleur grimpeur | Classement du meilleur grimpeur | Classement du meilleur grimpeur | Classement du meilleur grimpeur | Classement du meilleur grimpeur |
| ------------------------------- | ------------------------------- | ------------------------------- | ------------------------------- | ------------------------------- |
|                                 | Coureur                         | Pays                            | Équipe                          | Point(s)                        |
| 1er                             | Jérôme Pineau                   | FRA                             | Bouygues Telecom                | 28 points                       |
| 2e                              | David de la Fuente              | ESP                             | Saunier Duval-Prodir            | 17 pts                          |
| 3e                              | Fabian Wegmann                  | GER                             | Gerolsteiner                    | 15 pts                          |
| modifier                        |                                 |                                 |                                 |                                 |

### Classement du meilleur jeune
| Classement général du meilleur jeune | Classement général du meilleur jeune | Classement général du meilleur jeune | Classement général du meilleur jeune | Classement général du meilleur jeune |
|                                      | Coureur                              | Pays                                 | Équipe                               | Temps                                |
| ------------------------------------ | ------------------------------------ | ------------------------------------ | ------------------------------------ | ------------------------------------ |
| 1er                                  | Benoît Vaugrenard                    | FRA                                  | La Française des jeux                | en + 29 h 21 min 42 s                |
| 2e                                   | Markus Fothen                        | GER                                  | Gerolsteiner                         | 3 s                                  |
| 3e                                   | Philippe Gilbert                     | BEL                                  | La Française des jeux                | + 14 s                               |
| modifier                             |                                      |                                      |                                      |                                      |

### Classement par équipes
| Classement par équipes | Classement par équipes | Classement par équipes | Classement par équipes |
|                        | Équipe                 | Pays                   | Temps                  |
| ---------------------- | ---------------------- | ---------------------- | ---------------------- |
| 1re                    | Discovery Channel      | États-Unis             | en 88 h 4 min 46 s     |
| 2e                     | CSC                    | Danemark               | + 1 s                  |
| 3e                     | T-Mobile               | Allemagne              | + 2 s                  |
| modifier               |                        |                        |                        |